# Lendinara
Lendinara – miejscowość i gmina we Włoszech, w regionie Wenecja Euganejska, w prowincji Rovigo.
Według danych na rok 2004 gminę zamieszkiwały 12 173 osoby, 221,3 os./km².